# Menceyato de Abona

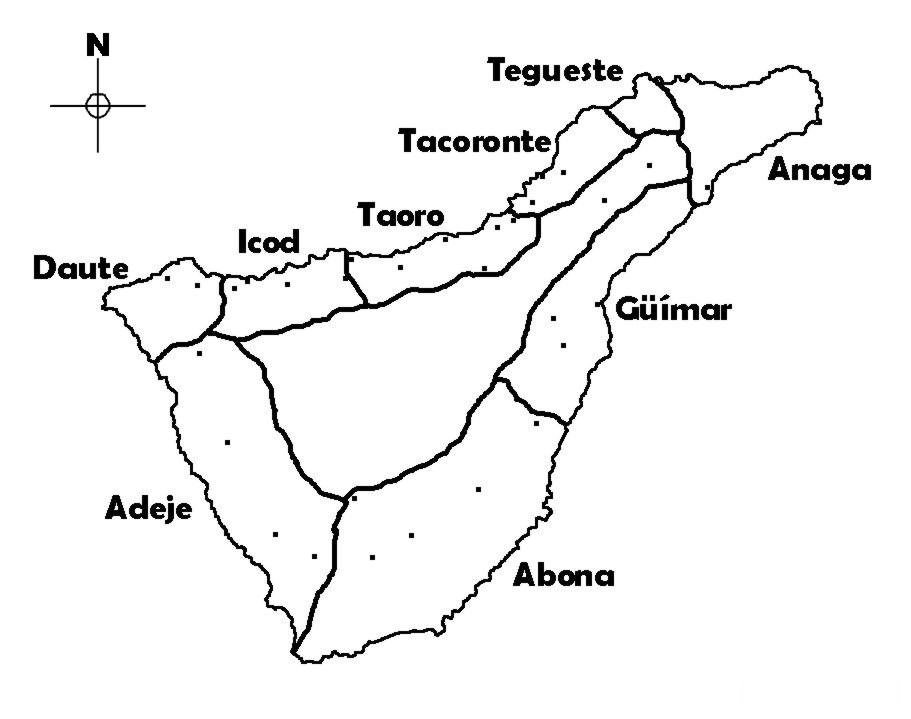
Menceyatos de Tenerife

Le Menceyato de Abona était l'une des neuf collectivités territoriales des Guanches de l'île de Tenerife, aux îles Canaries, au moment de la conquête par la Couronne de Castille au XVe siècle.
Il était situé au sud-est de l'île. Il occupait les communes de Fasnia, Arico, Granadilla de Abona, San Miguel de Abona, Vilaflor et une partie d'Arona.
Ses menceyes bien connus (roi guanches) étaient Atguaxoña et Adjoña.

## Note
1. ↑  Conquista y antiguedades de las islas de la Gran Canaria y su descripción, con muchas advertencias de sus privilegios, conquistadores, pobladores, y otras particularidades en la muy poderosa isla de Tenerife  (Trad.Spa :"La conquista e i reperti delle isole Gran Canaria con la loro descrizione, sui privilegi, i conquistatori, i coloni, e altre caratteristiche della potente isola di Tenerife")